# バッグ・クロージャー

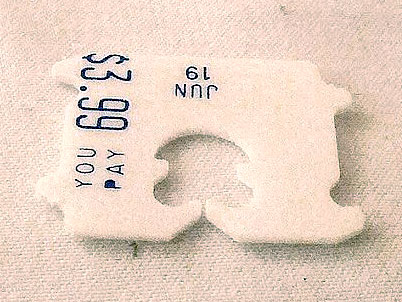
バッグ・クロージャー

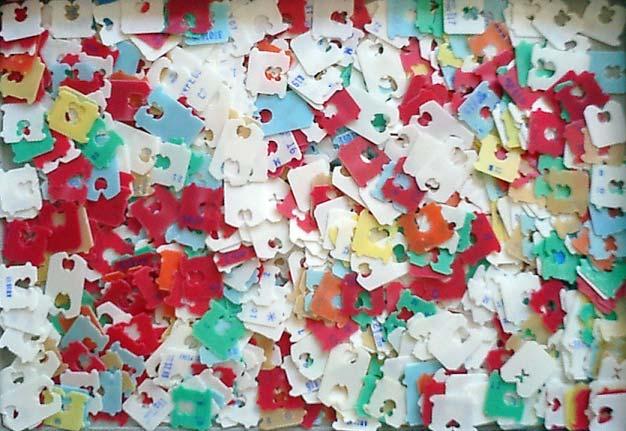
様々なバッグ・クロージャー

バッグ・クロージャー（Bag Closure）は、食パンなどの袋を留めるプラスチック製の留め具である。クロージャー、またはクイック・ロックとも呼ばれる。
アメリカ合衆国のクイック・ロック (Kwik Lok) 社の創業者であるフロイド・パクストンが発明した製品で、アメリカで特許を取得している。日本では立体商標を取っており、川口市に唯一工場を置くクイック・ロック・コーポレーション傘下の日本法人、クイック・ロック・ジャパン株式会社のみが製造をおこなっている。しばしば「パンの袋を留めるアレ」のように呼ばれる。同様の商品にコニクリップがある。

## 歴史
包装機械事業を営んでいたパクストンは、1952年に顧客のリンゴ生産者からリンゴを詰めた袋の口を簡単に閉じる方法はないかという依頼を受け、バッグ・クロージャーの原型を発案した。
この器具はリンゴ生産者の間で広がり、さらに製パン業でもオーバーラップ包装に代わって袋詰めが広まるにつれて使われるようになった。1960年代にはクイック・ロック社の従業員が自動袋詰め装置を発明した。クイック・ロック社はこれに対応したバッグ・クロージャーの自動結束機を開発し、市場は飛躍的に拡大した。
日本では1970年代後半に登場し、1980年代に普及した。1983年にはクイック・ロック・ジャパンが設立され日本国内での製造が開始され、2019年時点での年間生産数は約32億個である。